# Chloronia hieroglyphica
Chloronia hieroglyphica är en insektsart som först beskrevs av Jules Pièrre Rambur 1842.  Chloronia hieroglyphica ingår i släktet Chloronia och familjen Corydalidae. Inga underarter finns listade i Catalogue of Life.